# إبراهيم بن عبد الجبار الفجيجي
إبراهيم بن عبد الجبّار الفَجيجي (؟ - ق. 1514) شاعر جزائري. ولد في فجيج بالدولة المرينية، وتعلم على شيوخ عصره فيها منهم الونشريسي، وابن غازي المكناسي ثم درس في تلمسان. رحل إلى المشرق وزار مصر والحجاز، وأخذ عن أبو الحسن الأشموني وشمس الدين السخاوي. رجع إلى بلاده وتوفي في مسقط رأسه في بدايات الدولة الوطاسية. ترك عددًا من المنظومات وله أيضًا عددٌ من المقطّعات الشعرية.

 عبد الجبار الفجيجي

## سيرته
هو إبراهيم بن أحمد بن عبد الجبار بن أحمد الشريف الفَجيجي أو الفُجَيْجي، سنة ولادته غير معلومة، أخذ العلم عن: أبو العباس أحمد بن يحيى الونشريسي، ثم انتقل إلى تلمسان وأخذ عن: أبو عبد الله محمد بن يوسف السنوسي، وأبو عبد الله محمد بن عبد الله التنسي. 

وفي أواخر القرن التاسع هـ رحل إلى المشرق العربي، وفي مصر أخذ عن جلال الدين السيوطي، ثم في الحجاز وبالمدينة المنورة أخذ عن أبو الحسن الأشموني وشمس الدين السخاوي. 

ثم عاد إلى وطنه فاشتغل بالتدريس من غير أن يترك الاستزادة العلم. ولكن بعد مدة ذهب إلى السودان الغربي حيث بقي مدة عاد بعدها إلى فجيج حيث توفّي نحو سنة 920 هـ/ 1514 م.

## آثاره
ترك عددًا من المنظومات، منها:

- «الفارِد في تقييد الشارد وترصيد الوالد» أو «روضة السلوان في الرد على من أعاب الاشتغال بالصيد من الإخوان»: وهي منظومة طردية، في وصف الصيد والصقور والغزلان، وهي‌ قصيدةٌ في مائتين وثلاثة عشر بيتًا من بحر الطويل،‌ فيها وصفٌ للبادية والمجالس البدو، والطبيعة الصحراوية، وذكر أحكام الصيد في الفقه.
- «المفيدة»، منظومة فيها كلام على الديانات وعدد من مسائل الفقه.

## شعره
ومن الطردية، روضة السلوان:
ومن أرجوزته «المفيدة»: